# Libertades civiles
Las libertades civiles son garantías y libertades que los gobiernos se comprometen a no restringir, ya sea por constitución, legislación o interpretación judicial, sin el debido proceso. Aunque el alcance del término difiere entre países, las libertades civiles pueden incluir la libertad de conciencia, la libertad de prensa, la libertad de religión, la libertad de expresión, la libertad de reunión, el derecho a la seguridad y la libertad, el derecho a la privacidad, el derecho a la igualdad de trato ante la ley y al debido proceso, el derecho a un juicio justo y el derecho a la vida. Otras libertades civiles incluyen el derecho a la propiedad, el derecho a defenderse y el derecho a la integridad corporal. Dentro de las distinciones entre libertades civiles y otros tipos de libertades, existen distinciones entre libertad positiva / derechos positivos y libertad negativa / derechos negativos.

## Resumen

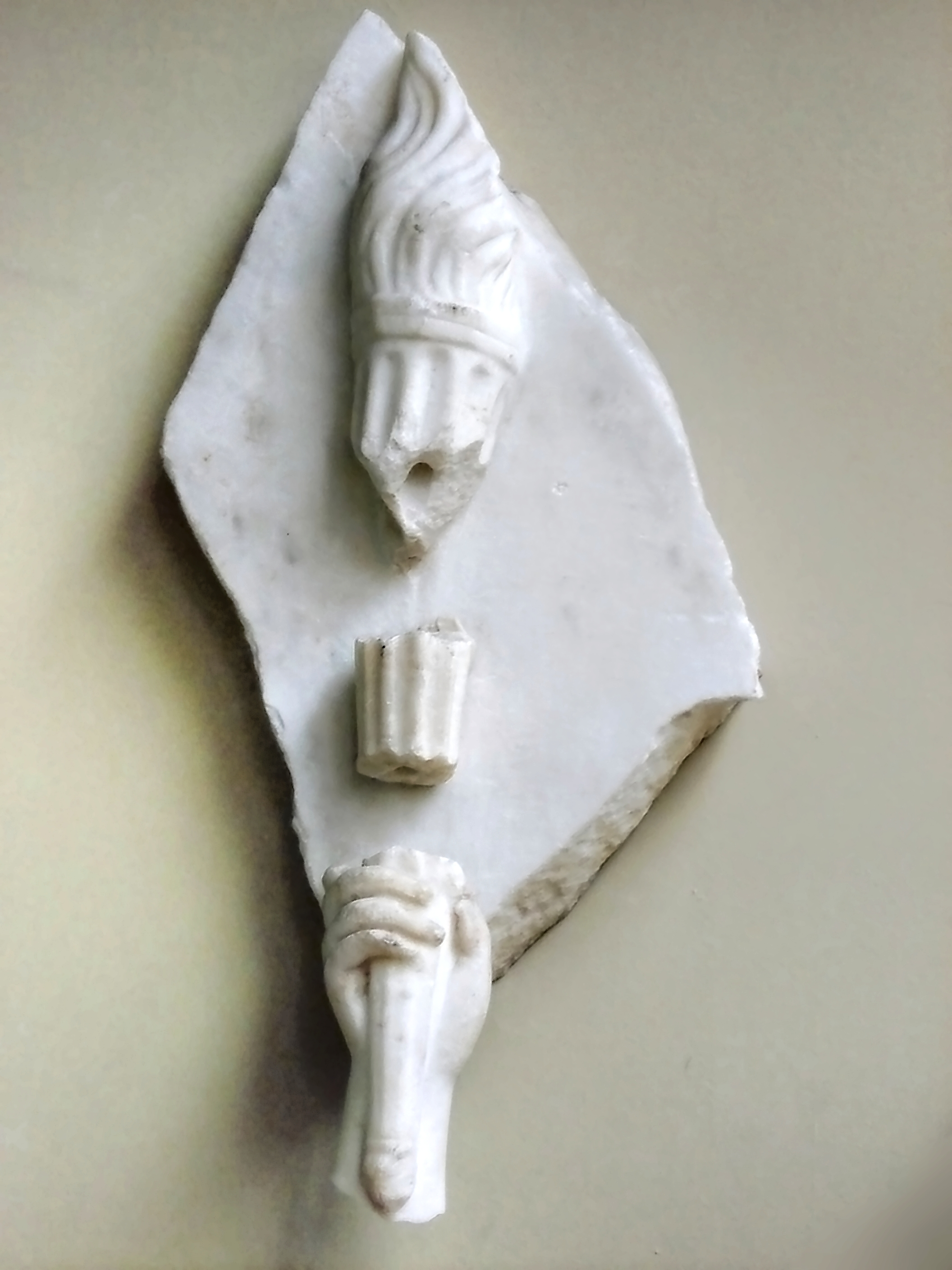
Libertad rota: Museo de Arqueología de Estambul.

Muchas naciones contemporáneas tienen una constitución, una declaración de derechos o documentos constitucionales similares que enumeran y buscan garantizar las libertades civiles. Otras naciones han promulgado leyes similares a través de una variedad de medios legales, incluida la firma y ratificación o la aplicación de convenios clave como el Convenio Europeo de Derechos Humanos y el Pacto Internacional de Derechos Civiles y Políticos. La existencia de algunas libertades civiles reivindicadas es un tema de disputa, al igual que el alcance de la mayoría de los derechos civiles. Los ejemplos controvertidos incluyen derechos de propiedad, derechos reproductivos y matrimonio civil. En regímenes autoritarios en los que la censura del gobierno impide la percepción de libertades civiles, algunos defensores de la libertad civil abogan por el uso de herramientas de anonimato para permitir la libertad de expresión, la privacidad y el anonimato. El grado en el que las democracias se han involucrado necesita tomar en cuenta la influencia del terrorismo. Es motivo de controversia si la existencia de delitos sin víctimas infringe las libertades civiles. Otro tema de debate es la suspensión o alteración de ciertas libertades civiles en tiempos de guerra o estado de emergencia, incluyendo si esto debe ocurrir y en qué medida.
El concepto formal de libertades civiles a menudo se remonta a la Carta Magna, una carta legal inglesa acordada en 1215 que a su vez se basaba en documentos preexistentes, a saber, la Carta de libertades.

## Asia

### China
La Constitución de la República Popular China (que sólo se aplica a la China continental, no a Hong Kong, Macao y Taiwán), especialmente sus Derechos y Deberes Fundamentales de los Ciudadanos, dice proteger muchas libertades civiles. Taiwán, que está separada de China continental, tiene su propia Constitución. 
Aunque la Constitución de 1982 garantiza las libertades civiles, el Gobierno chino suele utilizar las cláusulas de "subversión del poder del Estado" y de "protección de secreto de Estado" en su sistema legal para encarcelar a quienes critican al Partido Comunista Chino (PCCh) y los líderes del Estado.

### India
Los Derechos Fundamentales -encarnados en la Parte III de la Constitución- garantizan las libertades para que todos los indios puedan llevar su vida en paz como ciudadanos de la India. Los seis derechos fundamentales son el derecho a la igualdad, el derecho a la libertad, el derecho contra la explotación, el derecho a la libertad religiosa, los derechos culturales y educativos y el derecho a los recursos constitucionales.

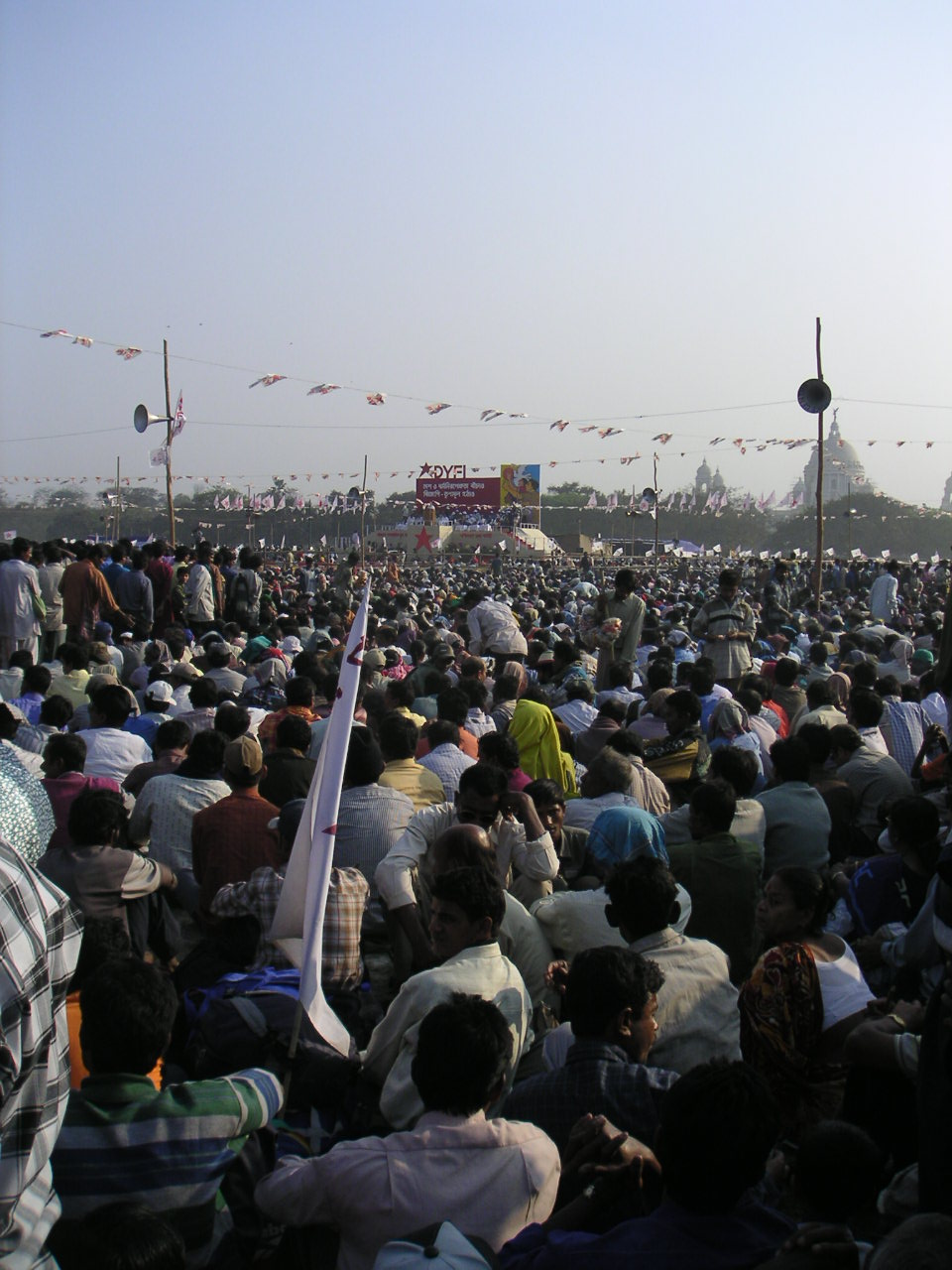
Huge rallies like this one in Kolkata are commonplace in India.

Entre ellos se encuentran los derechos individuales comunes a la mayoría de las democracias liberales, incorporados a la ley fundamental del país y exigibles ante un tribunal. Las violaciones de estos derechos dan lugar a castigos según lo prescrito en el Código Penal de la India, sujetos a la discreción del poder judicial. Estos derechos no son absolutos ni inmunes a las enmiendas constitucionales. Su objetivo es anular las desigualdades de las prácticas sociales anteriores a la independencia. En concreto, dieron lugar a la abolición de la intocabilidad y prohíben la discriminación por motivos de religión, raza, casta, sexo o lugar de nacimiento. Prohíben la trata de personas y el trabajo no libre. Protegen los derechos culturales y educativos de las minorías étnicas y religiosas permitiéndoles conservar sus lenguas y administrar sus propios centros educativos.
Todas las personas, independientemente de su raza, religión, casta o sexo, tienen derecho a dirigirse a los Tribunales Superiores o al Tribunal Supremo de la India para hacer valer sus derechos fundamentales. No es necesario que sea la parte agraviada quien lo haga. En interés público, cualquier persona puede iniciar un litigio en el tribunal en su nombre. Esto se conoce como "litigio de interés público". Los jueces de los Tribunales Superiores y del Tribunal Supremo también pueden actuar por su cuenta basándose en los informes de los medios de comunicación.
Los Derechos Fundamentales hacen hincapié en la igualdad al garantizar a todos los ciudadanos el acceso y el uso de las instituciones y protecciones públicas, independientemente de su origen. Los derechos a la vida y a la libertad personal se aplican a las personas de cualquier nacionalidad, mientras que otros, como la libertad de palabra y de expresión, sólo son aplicables a los ciudadanos de la India (incluidos los ciudadanos indios no residentes). El derecho a la igualdad en materia de empleo público no puede conferirse a ciudadanos indios de ultramar.

### Japón
Desde 1947, Japón, un país con una monarquía constitucional y conocido por su socialmente "sociedad conservadora donde el cambio es gradual", tiene una constitución con una declaración de derechos aparentemente sólida en su núcleo ( Capítulo III. Derechos y deberes de las personas ). En muchos sentidos, se asemeja a la Constitución de los EE. UU. anterior a la Ley de Derechos Civiles.
s de 1964, y eso se debe a que nació durante la ocupación aliada de Japón . Esta constitución puede haber parecido una imposición extranjera para las élites gobernantes, pero no para la gente común "que carecía de fe en sus líderes desacreditados y apoyaba un cambio significativo". En abstracto, la constitución se esfuerza por garantizar las libertades y los derechos individuales fundamentales, que se abordan de manera específica en los artículos 10 a 40. El más destacado de los artículos sobre la dignidad humana es el artículo 25, sección 1, que garantiza que " todas las personas tendrán el derecho a mantener los niveles mínimos de vida sana y culta”.

## Australia
Si bien Australia no tiene una Declaración de derechos consagrada o un documento legal vinculante similar, se supone que las libertades civiles están protegidas a través de una serie de reglas y convenciones. Australia tuvo una participación principal y fue un signatario clave de la Declaración Universal de Derechos Humanos de la ONU (1948)
La Constitución de Australia (1900) ofrece una protección muy limitada de los derechos:
- el derecho a la libertad de religión y;
- el derecho a no sufrir discriminación basada en la residencia fuera del estado (prejuicio histórico basado en la residencia dentro de un estado que afecta el trato dentro de otro)

Ciertas interpretaciones del Tribunal Superior de la Constitución han permitido que se establezcan derechos implícitos como la libertad de expresión y el derecho al voto, sin embargo, otros como la libertad de reunión y la libertad de asociación aún no se han identificado.

### asuntos de refugiados
Durante la última década, Australia ha experimentado una creciente controversia con respecto al trato que da a los solicitantes de asilo. Aunque Australia es signataria de la Convención de las Naciones Unidas sobre los Refugiados (1951), los sucesivos gobiernos han demostrado un endurecimiento cada vez mayor de las fronteras; particularmente contra aquellos que buscan el paso a través de pequeñas embarcaciones de agua.
El Gobierno de Abbott (2013), al igual que sus predecesores (los Gobiernos de Gillard y Howard), se ha encontrado con una dificultad particular para frenar a los solicitantes de asilo por mar, identificados cada vez más como "inmigración ilegal". La reciente participación de la Armada australiana en las operaciones de rescate de refugiados tiene a muchos grupos de derechos humanos como Amnistía Internacional preocupados por la "militarización" del trato a los refugiados y la cuestión de sus derechos humanos en Australia. La actual política de "retorno" es particularmente divisiva, ya que implica colocar a los refugiados en botes salvavidas del gobierno y llevarlos hacia Indonesia. Sin embargo, a pesar de la oposición, la respuesta del gobierno de Abbott hasta ahora ha visto una reducción en el número de refugiados potenciales que emprenden el peligroso cruce a Australia, lo que el gobierno argumenta como un indicador del éxito de su política.

## Europa

### Convención Europea de Derechos Humanos
El Convenio Europeo de Derechos Humanos , al que pertenecen casi todos los países europeos (aparte de Bielorrusia ), enumera una serie de libertades civiles y tiene una fuerza constitucional variable en los diferentes estados europeos.

### República Checa
Después de la Revolución de Terciopelo, se llevó a cabo una reforma constitucional en Checoslovaquia. En 1991 se adoptó la Carta de los Derechos Fundamentales y las Libertades Fundamentales , con el mismo valor jurídico que la Constitución. La República Checa ha mantenido la Carta en su totalidad luego de la disolución de Checoslovaquia como Ley n.º 2/1993 Coll. (Constitución siendo el n.º 1).

### Francia
La Declaración de los Declaración de los Derechos del Hombre y del Ciudadano de Francia de 1789 enumeró muchas libertades civiles y tiene fuerza constitucional.

### Alemania
La  constitución alemana, la Grundgesetz (lit. "Ley Base"), comienza con una lista elaborada de libertades civiles y estados en la sec. 1 "La dignidad del hombre es inviolable. Respetarla y protegerla es deber de toda autoridad pública". Siguiendo el " Sistema Austriaco ", las personas tienen derecho a apelar ante el Tribunal Constitucional Federal de Alemania ("Bundesverfassungsgericht") si sienten que se están violando sus derechos civiles. Este procedimiento ha moldeado considerablemente la legislación alemana a lo largo de los años.

### Reino Unido
Las libertades civiles en el Reino Unido se remontan a la Carta Magna de 1215 y el common law y el derecho estatutario del siglo XVII, como la Petición de derechos de 1628 , la Ley de habeas corpus de 1679 y la Declaración de derechos de 1689 . Partes de estas leyes siguen vigentes hoy y se complementan con otras leyes y convenciones que forman colectivamente la Constitución no codificada del Reino Unido . Además, el Reino Unido es signatario del Convenio Europeo de Derechos Humanos que cubre tanto los derechos humanos como las libertades civiles. Ley de derechos humanos de 1998incorpora la gran mayoría de los derechos de la Convención directamente en la legislación del Reino Unido.
En junio de 2008, el entonces ministro del Interior en la sombra,  David Davis, renunció a su escaño parlamentario por lo que describió como la erosión de las libertades civiles por parte del entonces gobierno laborista, y fue reelegido en una plataforma de libertades civiles (aunque no tuvo la oposición de los candidatos). de otros partidos importantes). Esto fue en referencia a las leyes antiterroristas y, en particular, a la extensión de la prisión preventiva, que muchos perciben como una infracción del habeas corpus establecido en la Carta Magna.

### Rusia
La Constitución Política de la Federación de Rusia garantiza, en teoría, muchos de los mismos derechos y libertades civiles que los EE. UU. excepto para portar armas, es decir: libertad de expresión, libertad de religión, libertad de asociación y reunión, libertad de elegir el idioma, debido proceso, a un juicio justo, privacidad, libertad de voto, derecho a la educación, etc. Sin embargo, grupos de derechos humanos como Amnistía Internacional han advertido que Vladímir Putin ha recortado gravemente la libertad de expresión, la libertad de reunión y la libertad de asociación en medio de un autoritarismo creciente.

## Norteamérica

### Canadá
La Constitución de Canadá incluye la Carta Canadiense de Derechos y Libertades que garantiza muchos de los mismos derechos que la constitución de los Estados Unidos. La Carta omite cualquier mención o protección de la propiedad.

### Estados Unidos
La Constitución de los Estados Unidos, especialmente su Declaración de Derechos, protege las libertades civiles. La aprobación de la Decimocuarta Enmienda protegió aún más las libertades civiles al introducir la Cláusula de Privilegios o Inmunidades, la Cláusula del Debido Proceso y la Cláusula de Igual Protección . Los derechos humanos dentro de los Estados Unidos a menudo se denominan derechos civiles , que son aquellos derechos, privilegios e inmunidades que tienen todas las personas, a diferencia de los derechos políticos , que son los derechos inherentes a quienes tienen derecho a participar en las elecciones, como candidatos o votantes. Antes del sufragio universal, esta distinción era importante, ya que muchas personas no podían votar pero aun así se consideraba que tenían las libertades fundamentales derivadas de los derechos a la vida, la libertad y la búsqueda de la felicidad. Esta distinción es menos importante ahora que los estadounidenses disfrutan de un sufragio casi universal , y las libertades civiles ahora incluyen los derechos políticos de votar y participar en las elecciones. Debido a que los gobiernos tribales nativos americanos conservan la soberanía sobre los miembros tribales, el Congreso de los EE. UU. en 1968 promulgó una ley que esencialmente aplica la mayor parte de las protecciones de la Declaración de Derechos a los miembros tribales, para ser aplicada principalmente por los tribunales tribales.
La Ley de Libertades Civiles de 1988 fue firmada por el presidente Ronald Reagan el 10 de agosto de 1988. La ley fue aprobada por el Congreso para emitir una disculpa pública por aquellos de ascendencia japonesa que perdieron su propiedad y libertad debido a las acciones discriminatorias de los Estados Unidos . Gobierno durante el período de internamiento. Esta ley también proporcionó muchos otros beneficios dentro de varios sectores del gobierno. Dentro de la tesorería estableció un fondo de educación pública de libertades civiles. Ordenó al fiscal general que identificara y ubicara a cada individuo afectado por esta ley y que les pagara $20 000 del fondo de educación pública de libertades civiles. También estableció una junta directiva que es responsable de hacer los desembolsos de este fondo. Finalmente, requirió que todos los documentos y registros creados o recibidos por la comisión sean guardados por el Archivista de los Estados Unidos.